# Радомир Путник (књижевник)
Радомир З. Путник (Оџаци, 9. јул 1946) српски је писац, драматург, театролог, позоришни и књижевни критичар и професор. Био је уредник уметничког програма Телевизије Београд, директор драме Народног позоришта у Београду, позоришни критичар листа Политика, главни уредник часописа Сцена и Театрон и професор драматургије у филмској школи Дунав филма у Београду.

## Биографија
Основну школу и гимназију је завршио у Вршцу.
Дипломирао је драматургију на Академији за позориште, филм, радио и телевизију у Београду 1972. године.
Од 1972. до 1976. године је био уредник позоришне и филмске рубрике у листу Књижевна реч. У Телевизији Београд је радио од 1974. године, као хонорарни драматург Драмске редакције Првог програма. Од 1978. је био уредник у Драмској редакцији, а од 1983. уредник у Редакцији играног програма до 1993. и од 1997. У међувремену је био директор Драме Народног позоришта у Београду (1993 — 1997). Од маја 1999. до августа 2001. био је главни и одговорни уредник Уметничког програма РТС. Био је и позоришни критичар Трећег програма Радио Београда (1974 — 1993) и Политике (1986—1993) и главни уредник часописа Сцена (1990 — 1994). Од септембра 2001. до јула 2003. радио је на месту уредника Културно-уметничког програма РТС-ТВБ. Од јула 2003. је био драматург БК Телекома. Од 16. новембра 2005. је у старосној пензији. Живи и ради у Земуну.
Објавио је више књига поезије, прозе, театролошких и драматуршких огледа; написао је петнаестак драма приказиваних у професионалним позориштима и на телевизији, направио је више драматизација и адаптација књижевних дела за позориште и телевизију, као и телевизијску серију Крај династије Обреновић.
Написао је око 1.500 критика позоришних представа и књижевних критика за Трећи програм Радио Београда. Део критика је објављен у дневној штампи (Политика, Политика експрес, Дневник, Вечерње новости) и књижевним листовима и часописима (Дело, Трећи програм, Летопис Матице српске, Књижевност, Савременик, Поља, Багдала, Кораци, Свеске, Театрон, Лудус, Књижевна реч, Књижевне новине, Књижевни лист...).
Добитник је више стручних и јавних признања, од којих су најзначајнији: Златни беочуг Културно-просветне заједнице Београда, Златна значка КПЗ Србије, Вукова награда и Статуета Јоаким Вујић. Фебруара 2025. му је додељена Стеријина награда за животно дело.

## Дела

### Поезија
- Куда кренути, Клуб писаца, Вршац, 1964.
- Птица ружичасте коже, Клуб писаца, Вршац, 1970.
- Резбарије, Багдала, Крушевац, 1971.
- Заумна пећина, Нолит, Београд, 1972.
- Недељни ручак, КОВ, Вршац, 1976.
- Касни сат (библиофилско издање, 30 примерака), АПУ, Београд, 1976.
- Откривање времена, Угао, Вршац, 1991.

### Проза
- Приче о смрти, Клуб писаца, Вршац, 1971.

### Драматуршко-театролошки списи
- Читајући изнова, Стеријино позорје, Нови Сад, 1990.
- Приближавање позоришту, Народно позориште, Београд, 1996.
- Из театролошког репозиторијума, Дани комедије, Јагодина, 1999.
- Драматуршки послови, Чигоја штампа, Београд, 2005.
- Драматуршка аналекта, Удружење драмских писаца Србије, Београд, 2007.
- Записке о Стерији, Угао, Вршац, 2013.

### Изведене драме
- Шта је највећи домет секса, Атеље 212, 1969.
- Венијаминов крст, Радио Београд, 1969.
- Трактат о кафици, Народно позориште Стерија, Вршац, 1972.
- Симон из Кирене, Радио Сарајево, 1973.
- Бурек с лешом, Радио Сарајево, 1973.
- Покајница, Радио Скопље, 1973.
- Хероји не умиру, Народно позориште, Вршац, 1975.
- Светковина, Народно позориште, Сомбор, 1981.
- Баца Ица и његова Мица, Народно позориште Стерија, Вршац, 1982.
- Глинени голубови, Народно позориште Зеница, 1986.
- Ноћ у Келтијевој кући, Радио Београд, 1986.
- Климактеријум, Народно позориште Стерија, Вршац, 1992.
- Имамо довољно времена, Народно позориште, Зајечар, 1993.
- Последњи тренуци краља Александра и краљице Драге, Хајат, Београд, 1996.
- Туцинданска трагедија, Радио Београд, 2000.
- Кућа на кеју, Радио Београд, 2007.

### Драматизације
- Битка за Београд, према роману Добрице Ћосића „Време смрти“, Сава центар, Београд, 1989.
- Деца пакла, према истоименој књизи др Јована Букелића, Фестивал монодраме и пантомиме, Земун, 1998.

### ТВ серија
- Крај династије Обреновић, 11 епизода, Телевизија Београд (1995)[4]

### Објављене књиге из области драматургије и театрологије
- Читајући изнова (Стеријино позорје, Нови Сад, 1990)
- Приближавање позоришту (Народно позориште, Београд, 1996)
- Из театролошког репозиторијума (Дани комедије, Јагодина, 1999)
- Драматуршки послови (Чигоја штампа, Београд, 2005)
- Драматуршка аналекта (Удружење драмских писаца Србије, Београд, 2007)[5]
- Двадесет Стеријиних реченица (Угао, Вршац, 2012)
- Приближавање позоришту 2 (Музеј позоришне уметности Србије, Београд, 2014)
- Препознавање позоришта (Фестивал монодраме и пантомиме, Земун, 2016)
- Драматуршка аналекта 2 (Удружење драмских писаца Србије, Београд, 2016)
- Приближавање позоришту 3 (Музеј позоришне уметности Србије, Београд, 2019)

### Приредио је следеће књиге
- Бела кафа, драме Александра Поповића, СКЗ, 1994.
- Нега мртваца, драме Александра Поповића, Просвета, Београд, 1996.
- Лица песника, РТС, Београд, 1999.
- Изабране драме Александра Поповића 1,2, Верзал прес и Војноиздавачки завод, Београд, 2001. и Војноиздавачки завод и Карић фондација, Београд, 2003.
- Антологија ТВ драме 5, РТС и Војноиздавачки завод, Београд, 2002.
- Антологија савремене монодраме, Фестивал монодраме и пантомиме, Земун, 2003.[6]
- Панорама монодрама, Фестивал монодраме и пантомиме, Земун, 2004.
- Позоришне критике/Авдо Мујчиновић, Стеријино позорје, Нови Сад, 2005.
- Позоришне и ТВ монодраме, Фестивал монодраме и пантомиме, Земун, 2006.
- Монодрама и пантомима, Фестивал монодраме и пантомиме, Земун, 2008.
- Слике минулог времена: позоришне критике: 1980-1993., Позоришни музеј Војводине, Нови Сад, 2010.
- Антологија савремене српске комедије, Zepter Book World, Београд, 2018.
- Антологија биографске монодраме, Фестивал монодраме и пантомиме, Земун, 2020.
- Драмски јунак Доситеј, Задужбина „Доситеј Обрадовић“: Радио-телевизија Србије, Београд, 2022.[7]

### Адаптације за позориште и ТВ
- Јаша Томић: Развод брака, ТВ Нови Сад, 1976.
- Ричард Фрелек: Лицем у лице у Напуљу, ТВ Београд, 1983.
- Аристофан: Лисистрата, Сава центар, 1993.
- Јован Стерија Поповић: Судбина једног разума, ТВ Београд, 1997.
- Јован Стерија Поповић: Џандрљиви муж, ТВ Београд, 1998.